# Liste des joueurs du KVC Westerlo
Cette liste reprend les 377 joueurs de football qui ont évolué au KVC Westerlo depuis la fondation du club.
Date de mise à jour des joueurs et de leurs statistiques : 17 septembre 2014
- Haut – A
- B
- C
- D
- E
- F
- G
- H
- I
- J
- K
- L
- M
- N
- O
- P
- Q
- R
- S
- T
- U
- V
- W
- X
- Y
- Z

## A
| Joueur                          | Nationalité | Position          | Date de naissance | Période(s) | Matches (dont D1) | Buts | Jaunes | Rouges |
| ------------------------------- | ----------- | ----------------- | ----------------- | ---------- | ----------------- | ---- | ------ | ------ |
| Hilario Ferreira Neto Adalberto | Brésil      | ?                 | 21/07/1987        | 2006-2008  | 4 (4)             | 0    | 1      | 0      |
| Moses Adams                     | Nigeria     | Défenseur         | 21/07/1988        | 2006-2012  | 70 (70)           | 1    | 10     | 0      |
| Dinalo Adigo                    | Belgique    | ?                 | 25/07/1972        | 1992-1993  | 4 (0)             | 0    | 0      | 0      |
| Johny Akoen                     | Belgique    | ?                 | 1/01/1970         | 1989-1990  | 0 (0)             | 0    | 0      | 0      |
| Nadjem Lens Annab               | Algérie     | Milieu de terrain | 20/07/1988        | 2009-2012  | 70 (70)           | 3    | 8      | 0      |
| Maxime Annys                    | Belgique    | Milieu de terrain | 24/06/1986        | 2013-...   | 0 (0)             | 0    | 0      | 0      |
| Mark Anunobi                    | Belgique    | ?                 | 10/04/1967        | 1989-1990  | 0 (0)             | 0    | 0      | 0      |
| Mohammed Aoulad                 | Belgique    | Attaquant         | 29/08/1991        | 2014-...   | 0 (0)             | 0    | 0      | 0      |
| Mitch Apau                      | Pays-Bas    | Défenseur         | 25/04/1990        | 2014-...   | 0 (0)             | 0    | 0      | 0      |
| Shlomi Arbitman                 | Belgique    | ?                 | 14/05/1985        | 2011-2012  | 11 (11)           | 4    | 3      | 0      |

## B
| Joueur                 | Nationalité                      | Position          | Date de naissance | Période(s)           | Matches (dont D1) | Buts | Jaunes | Rouges |
| ---------------------- | -------------------------------- | ----------------- | ----------------- | -------------------- | ----------------- | ---- | ------ | ------ |
| Sadio Ba               | Belgique                         | Défenseur         | 24/01/1973        | 1999-2005            | 169 (150)         | 3    | 29     | 2      |
| Kevin Baerts           | Belgique                         | ?                 | 9/04/1977         | 1995-1997            | 1 (0)             | 0    | 0      | 0      |
| Wout Bastiaens         | Belgique                         | ?                 | 30/03/1994        | 2010-2012            | 0 (0)             | 0    | 0      | 0      |
| Sven Bastiaensen       | Belgique                         | ?                 | 19/10/1973        | 1991-1993            | 1 (0)             | 0    | 0      | 0      |
| Kristof Bauwens        | Belgique                         | ?                 | 14/01/1984        | 2002-2004            | 0 (0)             | 0    | 0      | 0      |
| Jos Beckx              | Belgique                         | ?                 | 25/02/1959        | 1986-1989            | 0 (0)             | 0    | 0      | 0      |
| Jeroen Belmans         | Belgique                         | ?                 | 13/01/1986        | 2004-2005            | 0 (0)             | 0    | 0      | 0      |
| Samir Beloufa          | Algérie                          | Défenseur         | 27/08/1979        | 2005-2007            | 16 (16)           | 0    | 1      | 1      |
| Moshe Ben Lulu         | Israël                           | Attaquant         | 13/04/1988        | 2012-2013            | 0 (0)             | 0    | 0      | 0      |
| Omar Bennassar         | Belgique                         | Attaquant         | 4/03/1987         | 2010-2011            | 0 (0)             | 0    | 0      | 0      |
| Joris Berghmans        | Belgique                         | ?                 | 22/12/1984        | 2003-2004            | 0 (0)             | 0    | 0      | 0      |
| Soufiane Bidaoui       | Maroc                            | Attaquant         | 20/04/1990        | 2009-2011            | 1 (1)             | 0    | 0      | 0      |
| Erwin Boeckx           | Belgique                         | ?                 | 6/09/1956         | 1987-1988            | 0 (0)             | 0    | 0      | 0      |
| Gert Boeckx            | Belgique                         | ?                 | 20/06/1974        | 1991-1992            | 0 (0)             | 0    | 0      | 0      |
| Jan Boeckx             | Belgique                         | ?                 | 17/01/1984        | 2001-2003            | 3 (3)             | 0    | 0      | 0      |
| Marc Boeckx            | Belgique                         | ?                 | ?                 | 1985-1986            | 0 (0)             | 0    | 0      | 0      |
| Jean-Paul Boeka-Lisasi | République démocratique du Congo | Attaquant         | 6/06/1974         | 2000-2001            | 30 (30)           | 12   | 2      | 0      |
| Frans Boonen           | Belgique                         | ?                 | 18/05/1948        | 1976-1978            | 0 (0)             | 0    | 0      | 0      |
| Sven Bos               | Belgique                         | ?                 | 31/12/1973        | 1990-1995            | 2 (0)             | 0    | 0      | 0      |
| Marcel Bosmans         | Belgique                         | ?                 | 1/01/1951         | 1971-1974            | 0 (0)             | 25   | 0      | 0      |
| Dragan Bosnjak         | Belgique                         | ?                 | 19/10/1956        | 1989-1990            | 0 (0)             | 0    | 0      | 0      |
| Jonathan Bourdon       | Belgique                         | Gardien de but    | 3/09/1981         | 1999-2006            | 64 (64)           | 0    | 0      | 0      |
| Kim Breugelmans        | Belgique                         | ?                 | 24/01/1977        | 1994-1995            | 1 (0)             | 0    | 0      | 0      |
| Toni Brogno            | Belgique                         | Attaquant         | 19/07/1973        | 1997-2000, 2002-2004 | 145 (145)         | 66   | 21     | 0      |
| Alex Brosque           | Australie                        | Attaquant         | 12/10/1983        | 2004-2005            | 16 (16)           | 2    | 0      | 0      |
| Christian Brüls        | Belgique                         | Milieu de terrain | 30/09/1988        | 2010-2012            | 33 (33)           | 4    | 2      | 0      |
| Koen Burg              | Pays-Bas                         | ?                 | 16/01/1968        | 1991-1999            | 199 (58)          | 46   | 26     | 5      |

## C
| Joueur                        | Nationalité        | Position          | Date de naissance | Période(s) | Matches (dont D1) | Buts | Jaunes | Rouges |
| ----------------------------- | ------------------ | ----------------- | ----------------- | ---------- | ----------------- | ---- | ------ | ------ |
| Geoffrey Cabeke               | Belgique           | Milieu de terrain | 5/11/1988         | 2010-2012  | 18 (18)           | 1    | 2      | 0      |
| Thomas Caers                  | Belgique           | Défenseur         | 14/01/1973        | 1991-1997  | 157 (0)           | 6    | 13     | 0      |
| Koen Caluwé                   | Belgique           | ?                 | 23/04/1975        | 1997       | 1 (1)             | 0    | 0      | 0      |
| Thiago Cardoso                | Brésil             | Défenseur         | 4/08/1991         | 2011-2013  | 8 (6)             | 0    | 0      | 0      |
| Willy Carens                  | Belgique           | ?                 | 23/04/1957        | 1978-1979  | 0 (0)             | 0    | 0      | 0      |
| Paulo Henrique Carneiro Filho | Brésil             | Attaquant         | 13/03/1989        | 2010-2011  | 24 (24)           | 9    | 5      | 0      |
| Kevin Castillo-Morillo        | Portugal           | ?                 | 24/11/1985        | 2003-2004  | 0 (0)             | 0    | 0      | 0      |
| Bart Ceelen                   | Belgique           | ?                 | 15/08/1971        | 1990-1991  | 1 (0)             | 0    | 0      | 0      |
| Momodou Ceesay                | Gambie             | Attaquant         | 24/12/1988        | 2008-2010  | 25 (25)           | 0    | 1      | 0      |
| Dragan Ćeran                  | Serbie             | Attaquant         | 6/10/1987         | 2009-2010  | 1 (1)             | 0    | 0      | 0      |
| Geoffrey Ceunen               | Belgique           | ?                 | 17/05/1989        | 2006-2008  | 0 (0)             | 0    | 0      | 0      |
| Gert Ceustermans              | Belgique           | ?                 | 14/06/1971        | 1989-1991  | 0 (0)             | 0    | 0      | 0      |
| Daniel Chávez                 | Pérou              | Attaquant         | 8/01/1988         | 2010-2011  | 24 (24)           | 3    | 3      | 0      |
| Jo Christiaens                | Belgique           | ?                 | 17/04/1988        | 2007-2010  | 2 (2)             | 0    | 0      | 0      |
| Bart Claes                    | Belgique           | ?                 | 4/08/1974         | 1994-1995  | 0 (0)             | 0    | 0      | 0      |
| Eduard Claes                  | Belgique           | ?                 | 31/03/1967        | 1993-1994  | 0 (0)             | 0    | 0      | 0      |
| Laurent Clerbois              | Belgique           | ?                 | 30/10/1992        | 2010-2011  | 0 (0)             | 0    | 0      | 0      |
| Rigo Coeckaerts               | Belgique           | ?                 | 25/10/1963        | 1986-1987  | 0 (0)             | 0    | 0      | 0      |
| Jackson Avelino Coelho        | Brésil             | Attaquant         | 28/02/1986        | 2004-2008  | 39 (39)           | 15   | 1      | 0      |
| Tom Coenen                    | Belgique           | ?                 | 22/03/1978        | 1995-1998  | 13 (1)            | 2    | 0      | 0      |
| Theo Colebunders              | Belgique           | ?                 | ?                 | 1969-1972  | 0 (0)             | 0    | 0      | 0      |
| Giovanni Convalle             | Belgique           | ?                 | 1/01/1988         | 2005-2008  | 2 (2)             | 0    | 0      | 0      |
| Jens Cools                    | Belgique           | Défenseur         | 16/10/1990        | 2010-...   | 25 (25)           | 0    | 3      | 0      |
| Julien Cools                  | Belgique           | Milieu de terrain | 13/02/1947        | 1984-1986  | 0 (0)             | 0    | 0      | 0      |
| Marc Cools                    | Belgique           | ?                 | 23/07/1954        | 1974-1975  | 0 (0)             | 0    | 0      | 0      |
| Yannick Coomans               | Belgique           | ?                 | 3/03/1987         | 2003-2004  | 0 (0)             | 0    | 0      | 0      |
| Michaël Cordier               | Belgique           | Gardien de but    | 27/03/1984        | 2012-...   | 0 (0)             | 0    | 0      | 0      |
| Wouter Corstjens              | Belgique           | Défenseur         | 13/02/1987        | 2006-2012  | 131 (131)         | 4    | 18     | 2      |
| Troya Cowell-Taylor           | États-Unis         | ?                 | 1/11/1972         | 1997-1999  | 3 (3)             | 0    | 0      | 0      |
| Marc Cox                      | Belgique           | ?                 | 15/02/1967        | 1991-1999  | 223 (51)          | 10   | 18     | 2      |
| Pieter Crabeels               | Belgique           | Défenseur         | 30/11/1982        | 2002-2003  | 4 (4)             | 0    | 1      | 0      |
| Danny Crommen                 | Belgique           | ?                 | 1/11/1964         | 1990-1991  | 0 (0)             | 0    | 0      | 0      |
| Richard Culek                 | République tchèque | Milieu de terrain | 1/04/1974         | 2003       | 1 (1)             | 0    | 1      | 0      |
| Daniel Cupers                 | Belgique           | ?                 | 18/02/1971        | 1989-1992  | 4 (0)             | 0    | 0      | 0      |
| Geert Cuypers                 | Belgique           | ?                 | 28/12/1970        | 1989-1990  | 0 (0)             | 0    | 0      | 0      |

## D
| Joueur                    | Nationalité | Position          | Date de naissance | Période(s)           | Matches (dont D1) | Buts | Jaunes | Rouges |
| ------------------------- | ----------- | ----------------- | ----------------- | -------------------- | ----------------- | ---- | ------ | ------ |
| Kristof Daems             | Belgique    | ?                 | 14/11/1980        | 1999-2000            | 2 (2)             | 0    | 0      | 0      |
| Roy Dannarag              | Belgique    | ?                 | 3/03/1950         | 1979-1980            | 0 (0)             | 0    | 0      | 0      |
| Claude Dardenne           | Belgique    | Gardien de but    | 6/06/1958         | 1989-1990            | 0 (0)             | 0    | 0      | 0      |
| Laurent Dauwe             | Belgique    | Milieu de terrain | 16/01/1966        | 1998-1999            | 13 (13)           | 2    | 1      | 0      |
| Frank Dauwen              | Belgique    | Défenseur         | 3/11/1967         | 2000-2003            | 76 (76)           | 2    | 19     | 3      |
| Jozef De Ceuster          | Belgique    | ?                 | ?                 | 1968-1971            | 0 (0)             | 0    | 0      | 0      |
| Danny De Cockele          | Belgique    | ?                 | 26/01/1964        | 1985-1986            | 0 (0)             | 0    | 0      | 0      |
| Björn De Coninck          | Belgique    | Défenseur         | 20/07/1977        | 1998-2004            | 141 (141)         | 4    | 24     | 1      |
| Arnaud De Greef           | Belgique    | Défenseur         | 12/04/1992        | 2011-2013            | 23 (23)           | 0    | 5      | 0      |
| Jozef De Jongh            | Belgique    | ?                 | ?                 | 1969-1971            | 0 (0)             | 0    | 0      | 0      |
| Hans De Keulenaer         | Belgique    | ?                 | 11/01/1980        | 1999-2000            | 1 (1)             | 0    | 0      | 0      |
| Jan De Langhe             | Belgique    | Attaquant         | 25/09/1984        | 2002-2004            | 15 (15)           | 1    | 0      | 0      |
| Steven De Petter          | Belgique    | Milieu de terrain | 22/11/1985        | 2009-2012            | 73 (73)           | 11   | 23     | 1      |
| Daniel De Raeve           | Belgique    | ?                 | 31/05/1962        | 1989-1990            | 0 (0)             | 0    | 0      | 0      |
| Peter De Roover           | Belgique    | ?                 | 8/08/1977         | 1995-1996            | 2 (0)             | 0    | 1      | 0      |
| Luc De Schutter           | Belgique    | ?                 | 21/03/1959        | 1984-1988            | 0 (0)             | 0    | 0      | 0      |
| Stijn De Smet             | Belgique    | Attaquant         | 27/03/1985        | 2011-2012            | 14 (14)           | 0    | 2      | 0      |
| Bjorn De Wilde            | Belgique    | ?                 | 1/05/1979         | 2005-2006            | 17 (17)           | 4    | 0      | 0      |
| Yannick De Winter         | Belgique    | Gardien de but    | 3/06/1989         | 2005-2011            | 0 (0)             | 0    | 0      | 0      |
| Yves De Winter            | Belgique    | Gardien de but    | 25/05/1987        | 2006-2012            | 126 (126)         | 0    | 5      | 1      |
| Bart Deelkens             | Belgique    | Gardien de but    | 25/04/1978        | 1998-2005, 2008-2013 | 135 (135)         | 0    | 8      | 0      |
| Dieter Dekelver           | Belgique    | Attaquant         | 17/08/1979        | 2006-2012            | 113 (113)         | 28   | 19     | 0      |
| Francky Dekenne           | Belgique    | Milieu de terrain | 7/07/1960         | 1995-1996            | 1 (0)             | 0    | 0      | 0      |
| Jef Delen                 | Belgique    | Milieu de terrain | 29/06/1976        | 2000-2012            | 342 (342)         | 29   | 37     | 3      |
| Danny D'Hondt             | Belgique    | ?                 | 21/09/1963        | 2000-2001            | 0 (0)             | 0    | 0      | 0      |
| Saliou Diallo             | Guinée      | ?                 | 20/12/1976        | 1998-1999            | 9 (9)             | 0    | 1      | 0      |
| Luc Dierckx               | Belgique    | ?                 | 21/10/1961        | 1987-1989            | 0 (0)             | 12   | 0      | 0      |
| Vladimir Dimitrovski      | Macédoine   | ?                 | 30/11/1988        | 2006-2008            | 1 (1)             | 0    | 0      | 0      |
| Nabil Dirar               | Maroc       | Milieu de terrain | 25/02/1986        | 2006-2008            | 56 (56)           | 3    | 6      | 0      |
| Christian Dorda           | Allemagne   | Défenseur         | 6/12/1988         | 2014-...             | 0 (0)             | 0    | 0      | 0      |
| Reynaldo Dos Santos Silva | Brésil      | Milieu de terrain | 24/08/1989        | 2011-2012            | 10 (10)           | 4    | 1      | 0      |
| Antonio Dos Santos Carlos | Brésil      | ?                 | 26/04/1978        | 1998-2003            | 37 (37)           | 0    | 6      | 0      |
| Tosin Dosunmu             | Nigeria     | Attaquant         | 15/07/1980        | 2002-2005            | 55 (55)           | 28   | 4      | 0      |
| Renaud Dotremont          | Belgique    | Gardien de but    | 14/03/1994        | 2012-2014            | 0 (0)             | 0    | 0      | 0      |

## E
| Joueur                              | Nationalité | Position  | Date de naissance | Période(s) | Matches (dont D1) | Buts | Jaunes | Rouges |
| ----------------------------------- | ----------- | --------- | ----------------- | ---------- | ----------------- | ---- | ------ | ------ |
| Bobsam Elejiko                      | Nigeria     | Défenseur | 18/08/1981        | 2003-2007  | 70 (70)           | 2    | 9      | 1      |
| Antonio Costa Marais Ellinton Liliu | Brésil      | Attaquant | 30/03/1990        | 2009-2012  | 33 (33)           | 9    | 6      | 0      |
| Sahin Emre                          | Belgique    | ?         | 5/01/1992         | 2009-2010  | 0 (0)             | 0    | 0      | 0      |
| Stig Engelen                        | Belgique    | ?         | 10/01/1992        | 2011-2012  | 0 (0)             | 0    | 0      | 0      |
| Murat Eren                          | Belgique    | ?         | 10/12/1989        | 2009-2010  | 0 (0)             | 0    | 0      | 0      |
| Bernt Evens                         | Belgique    | Défenseur | 9/11/1978         | 2005-2008  | 85 (85)           | 5    | 16     | 1      |

## F
| Joueur               | Nationalité | Position          | Date de naissance | Période(s) | Matches (dont D1) | Buts | Jaunes | Rouges |
| -------------------- | ----------- | ----------------- | ----------------- | ---------- | ----------------- | ---- | ------ | ------ |
| Rachid Farssi        | Belgique    | Milieu de terrain | 15/01/1985        | 2007-2012  | 123 (123)         | 9    | 8      | 0      |
| Mario Fasano         | Belgique    | Défenseur         | 8/10/1973         | 1997-1998  | 23 (23)           | 1    | 5      | 1      |
| Alan Ferreira Chagas | Belgique    | ?                 | 24/10/1971        | 1996-1999  | 81 (49)           | 21   | 7      | 1      |
| Stijn Francis        | Belgique    | Milieu de terrain | 18/12/1982        | 2000-2001  | 1 (1)             | 0    | 0      | 0      |
| Paul Franken         | Belgique    | ?                 | 5/03/1968         | 1997-1999  | 47 (47)           | 1    | 11     | 1      |
| Franky Frans         | Belgique    | Gardien de but    | 27/02/1966        | 1999-2000  | 31 (31)           | 0    | 0      | 0      |
| Theo Froeyen         | Belgique    | ?                 | 16/01/1967        | 1986-1987  | 0 (0)             | 0    | 0      | 0      |

## G
| Joueur                        | Nationalité | Position          | Date de naissance | Période(s) | Matches (dont D1) | Buts | Jaunes | Rouges |
| ----------------------------- | ----------- | ----------------- | ----------------- | ---------- | ----------------- | ---- | ------ | ------ |
| Ronny Gaspercic               | Belgique    | Gardien de but    | 9/05/1969         | 2005-2008  | 61 (61)           | 0    | 2      | 1      |
| Bernard Geebelen              | Belgique    | ?                 | 7/07/1957         | 1989-1993  | 78 (0)            | 6    | 4      | 0      |
| Karel Geens                   | Belgique    | ?                 | 18/08/1958        | 1979-1980  | 0 (0)             | 0    | 0      | 0      |
| Steven Geentjens              | Belgique    | ?                 | 7/02/1973         | 1991-1996  | 82 (0)            | 4    | 9      | 0      |
| Junior Getulio Vargas Freitas | Brésil      | ?                 | 22/01/1983        | 2007-2009  | 0 (0)             | 0    | 0      | 0      |
| Kevin Geudens                 | Belgique    | Milieu de terrain | 2/12/1980         | 2012-...   | 0 (0)             | 0    | 0      | 0      |
| Thierry Geudens               | Belgique    | ?                 | 11/09/1962        | 1989-1990  | 0 (0)             | 0    | 0      | 0      |
| Walter Geukens                | Belgique    | ?                 | ?                 | 1969-1970  | 0 (0)             | 0    | 0      | 0      |
| Brian Gielen                  | Belgique    | Gardien de but    | 23/09/1996        | 2014-...   | 0 (0)             | 0    | 0      | 0      |
| Mark Gielis                   | Belgique    | ?                 | 21/10/1962        | 1984-1988  | 0 (0)             | 0    | 0      | 0      |
| Raymond Gielis                | Belgique    | ?                 | 17/05/1954        | 1976-1977  | 0 (0)             | 0    | 0      | 0      |
| Johny Giraerts                | Belgique    | ?                 | 27/05/1961        | 1987-1988  | 0 (0)             | 0    | 0      | 0      |
| Harlem Gnohéré                | France      | Attaquant         | 21/02/1988        | 2013       | 11 (0)            | 1    | 0      | 0      |
| Bruno Godeau                  | Belgique    | Défenseur         | 10/05/1992        | 2014-...   | 0 (0)             | 0    | 0      | 0      |
| René Goelen                   | Belgique    | ?                 | 14/10/1951        | 1984-1985  | 0 (0)             | 0    | 0      | 0      |
| Harrie Gommans                | Pays-Bas    | Attaquant         | 20/02/1983        | 2004-2006  | 5 (5)             | 0    | 0      | 1      |
| Jef Goolaerts                 | Belgique    | ?                 | 16/12/1963        | 1987-1989  | 0 (0)             | 0    | 0      | 0      |
| Bart Goor                     | Belgique    | Milieu de terrain | 9/04/1973         | 2011-2013  | 13 (13)           | 3    | 3      | 0      |
| Willy Gorts                   | Belgique    | ?                 | 17/07/1956        | 1976-1981  | 0 (0)             | 0    | 0      | 0      |
| Frédéric Gounongbe            | Bénin       | Attaquant         | 1/05/1988         | 2014-...   | 0 (0)             | 0    | 0      | 0      |
| Stani Gzil                    | Pologne     | Attaquant         | 6/05/1949         | 1985-1987  | 0 (0)             | 0    | 0      | 0      |

## H
| Joueur               | Nationalité | Position          | Date de naissance | Période(s) | Matches (dont D1) | Buts | Jaunes | Rouges |
| -------------------- | ----------- | ----------------- | ----------------- | ---------- | ----------------- | ---- | ------ | ------ |
| Knud Henry Haraldsen | Norvège     | Défenseur         | 14/12/1976        | 2002-2005  | 69 (69)           | 5    | 4      | 2      |
| Nick Havermans       | Belgique    | ?                 | 23/02/1990        | 2011-2012  | 0 (0)             | 0    | 0      | 0      |
| Sergio Hellings      | Pays-Bas    | Milieu de terrain | 11/10/1984        | 2008-2009  | 0 (0)             | 0    | 0      | 0      |
| Michiel Hemmen       | Pays-Bas    | Attaquant         | 28/06/1987        | 2011-2012  | 3 (3)             | 0    | 0      | 0      |
| Dirk Herbots         | Belgique    | ?                 | 5/11/1967         | 1994-1997  | 61 (0)            | 5    | 3      | 2      |
| Alain Hermans        | Belgique    | ?                 | 24/09/1964        | 1993-1994  | 16 (0)            | 3    | 2      | 0      |
| Jos Heyligen         | Belgique    | Milieu de terrain | 30/06/1947        | 1983-1986  | 0 (0)             | 0    | 0      | 0      |
| Carl Hoefkens        | Belgique    | Défenseur         | 6/10/1978         | 2002-2003  | 7 (7)             | 0    | 0      | 0      |
| Luc Hooftman         | Belgique    | Défenseur         | 30/07/1968        | 1992-1995  | 57 (0)            | 2    | 10     | 0      |
| Luc Hooyberghs       | Belgique    | ?                 | 11/11/1968        | 1990-1992  | 55 (0)            | 1    | 4      | 0      |
| Gijsbrecht Houben    | Belgique    | ?                 | 21/04/1978        | 2001-2003  | 0 (0)             | 0    | 0      | 0      |
| Marc Huysmans        | Belgique    | ?                 | 5/04/1961         | 1995-1996  | 4 (0)             | 0    | 0      | 0      |
| Tonny Huysmans       | Belgique    | ?                 | 25/08/1976        | 1994-1996  | 6 (0)             | 0    | 0      | 0      |

## I
| Joueur              | Nationalité | Position  | Date de naissance | Période(s) | Matches (dont D1) | Buts | Jaunes | Rouges |
| ------------------- | ----------- | --------- | ----------------- | ---------- | ----------------- | ---- | ------ | ------ |
| Oleksandr Iakovenko | Ukraine     | Attaquant | 23/06/1987        | 2009-2011  | 46 (46)           | 10   | 11     | 0      |

## J
| Joueur                        | Nationalité | Position          | Date de naissance | Période(s) | Matches (dont D1) | Buts | Jaunes | Rouges |
| ----------------------------- | ----------- | ----------------- | ----------------- | ---------- | ----------------- | ---- | ------ | ------ |
| Patrick Jacobs                | Belgique    | Milieu de terrain | 29/11/1966        | 1989-1991  | 28 (0)            | 8    | 4      | 0      |
| Jochen Janssen                | Belgique    | Attaquant         | 22/01/1976        | 1997-1999  | 66 (66)           | 26   | 4      | 0      |
| Chris Janssens                | Belgique    | Défenseur         | 12/06/1969        | 2003-2006  | 94 (94)           | 20   | 11     | 0      |
| Jo Janssens                   | Belgique    | ?                 | 13/10/1973        | 1995-1996  | 1 (0)             | 0    | 0      | 0      |
| Kristof Janssens              | Belgique    | ?                 | 18/02/1985        | 2004-2005  | 0 (0)             | 0    | 0      | 0      |
| Philippe Janssens             | Belgique    | Milieu de terrain | 17/03/1988        | 2012-2014  | 0 (0)             | 0    | 0      | 0      |
| Rudy Janssens                 | Belgique    | Milieu de terrain | 5/08/1963         | 1997-2001  | 131 (131)         | 6    | 10     | 0      |
| Raymond Jaspers               | Belgique    | ?                 | 31/08/1954        | 1989-1990  | 0 (0)             | 0    | 0      | 0      |
| Paolo Cesar Jatoba            | Belgique    | ?                 | 2/05/1965         | 1990-1992  | 27 (0)            | 2    | 2      | 0      |
| Jackson De Lima Reis Jonathan | Belgique    | ?                 | 6/06/1989         | 2006-2007  | 0 (0)             | 0    | 0      | 0      |

## K
| Joueur                   | Nationalité        | Position          | Date de naissance | Période(s) | Matches (dont D1) | Buts | Jaunes | Rouges |
| ------------------------ | ------------------ | ----------------- | ----------------- | ---------- | ----------------- | ---- | ------ | ------ |
| Nathan Kabasele          | Belgique           | Milieu de terrain | 14/01/1994        | 2011-2012  | 5 (4)             | 0    | 0      | 0      |
| Hakan Kandimir           | Belgique           | ?                 | 16/02/1980        | 1996-1997  | 1 (0)             | 0    | 0      | 0      |
| Yasin Karaca             | Turquie            | Milieu de terrain | 16/12/1983        | 2001-2002  | 11 (11)           | 0    | 1      | 0      |
| Hassan Karera            | Rwanda             | Attaquant         | 10/10/1964        | 1994-1995  | 29 (0)            | 10   | 1      | 0      |
| Joe Keenan               | Angleterre         | Milieu de terrain | 14/10/1982        | 2003-2005  | 38 (38)           | 1    | 2      | 0      |
| Gerry Kennes             | Belgique           | ?                 | 8/09/1969         | 1990-1991  | 0 (0)             | 0    | 0      | 0      |
| Sebastian Kneissl        | Allemagne          | ?                 | 13/01/1983        | 2004-2005  | 10 (10)           | 0    | 0      | 1      |
| Jean Romaric Kevin Koffi | Côte d'Ivoire      | Attaquant         | 25/06/1986        | 2014-...   | 0 (0)             | 0    | 0      | 0      |
| Martin Kolář             | République tchèque | Milieu de terrain | 18/09/1983        | 2005-2006  | 13 (13)           | 1    | 1      | 0      |
| Miodrag Kovacevic        | Serbie             | Défenseur         | 11/01/1959        | 1989-1992  | 48 (0)            | 3    | 7      | 2      |
| Mate Kozul               | Belgique           | ?                 | 30/11/1971        | 1994-1995  | 1 (0)             | 0    | 0      | 0      |
| Munever Krajišnik        | Bosnie-Herzégovine | Attaquant         | 5/11/1962         | 1992-1994  | 49 (0)            | 19   | 9      | 1      |
| Andelko Kvesic           | Belgique           | ?                 | 21/02/1969        | 1997-1998  | 3 (3)             | 0    | 0      | 0      |

## L
| Joueur              | Nationalité | Position          | Date de naissance | Période(s) | Matches (dont D1) | Buts | Jaunes | Rouges |
| ------------------- | ----------- | ----------------- | ----------------- | ---------- | ----------------- | ---- | ------ | ------ |
| Sergio La Valle     | Italie      | Milieu de terrain | 3/06/1972         | 1997-1999  | 22 (22)           | 2    | 1      | 0      |
| Bart Lambrechts     | Belgique    | ?                 | 8/06/1961         | 1985-1986  | 0 (0)             | 0    | 0      | 0      |
| Sidney Lammens      | Belgique    | Défenseur         | 14/06/1977        | 1999-2003  | 104 (104)         | 4    | 7      | 2      |
| Pascal Langenhuysen | Belgique    | ?                 | 4/06/1971         | 1993-1994  | 11 (0)            | 1    | 0      | 0      |
| Dirk Laureys        | Belgique    | ?                 | ?                 | 1984-1985  | 0 (0)             | 0    | 0      | 0      |
| Jonas Laureys       | Belgique    | Milieu de terrain | 2/04/1991         | 2012-2013  | 0 (0)             | 0    | 0      | 0      |
| Raphaël Lecomte     | France      | Milieu de terrain | 22/05/1988        | 2013-...   | 0 (0)             | 0    | 0      | 0      |
| Dimitri Leconte     | Belgique    | ?                 | 12/10/1970        | 1995-1999  | 91 (42)           | 6    | 8      | 1      |
| Frans Lemmens       | Belgique    | ?                 | 14/07/1961        | 1984-1986  | 0 (0)             | 0    | 0      | 0      |
| Willy Leyssens      | Belgique    | ?                 | 11/02/1960        | 1988-1991  | 17 (0)            | 6    | 3      | 0      |
| Mirko Licata        | Belgique    | ?                 | 27/12/1976        | 1996-1997  | 1 (0)             | 0    | 0      | 0      |
| Jimmy Lievens       | Belgique    | ?                 | 26/02/1977        | 1993-1994  | 0 (0)             | 0    | 0      | 0      |
| Peter Lievens       | Belgique    | ?                 | 27/06/1968        | 1987-1989  | 0 (0)             | 0    | 0      | 0      |
| Felix Luz           | Allemagne   | Attaquant         | 18/01/1982        | 2011-2012  | 6 (6)             | 1    | 0      | 0      |
| Patrick Lysak       | Belgique    | ?                 | 12/01/1979        | 1996-1997  | 1 (0)             | 0    | 0      | 0      |

## M
| Joueur                         | Nationalité        | Position          | Date de naissance | Période(s) | Matches (dont D1) | Buts | Jaunes | Rouges |
| ------------------------------ | ------------------ | ----------------- | ----------------- | ---------- | ----------------- | ---- | ------ | ------ |
| Sherjill MacDonald             | Pays-Bas           | Attaquant         | 20/11/1984        | 2014-...   | 0 (0)             | 0    | 0      | 0      |
| Frank Machiels                 | Belgique           | Défenseur         | 16/06/1970        | 1998-2003  | 145 (126)         | 13   | 23     | 1      |
| Birger Maertens                | Belgique           | Défenseur         | 28/06/1980        | 2012-...   | 0 (0)             | 0    | 0      | 0      |
| John Maisano                   | Australie          | Milieu de terrain | 26/01/1979        | 1998-1999  | 11 (11)           | 0    | 0      | 0      |
| Junior Alfredo Marcos Da Silva | Brésil             | Attaquant         | 2/04/1986         | 2011-2012  | 5 (5)             | 1    | 0      | 0      |
| Stefan Marien                  | Belgique           | ?                 | 3/01/1980         | 1998-1999  | 1 (1)             | 0    | 0      | 0      |
| Romulo Marques                 | Belgique           | ?                 | 25/02/1982        | 2011-2012  | 0 (0)             | 0    | 0      | 0      |
| Gino Martens                   | Belgique           | ?                 | 26/05/1971        | 1995-1998  | 74 (23)           | 4    | 4      | 0      |
| Tony Mechelmans                | Belgique           | ?                 | ?                 | 1976-1977  | 0 (0)             | 0    | 0      | 0      |
| Jozef Meeus                    | Belgique           | ?                 | 7/11/1953         | 1976-1977  | 0 (0)             | 0    | 0      | 0      |
| Wim Mennes                     | Belgique           | Milieu de terrain | 25/01/1977        | 2002-2009  | 167 (167)         | 11   | 19     | 1      |
| Yusuf Mert                     | Belgique           | ?                 | 15/12/1980        | 1999-2000  | 0 (0)             | 0    | 0      | 0      |
| Cvijan Milosević               | Bosnie-Herzégovine | Milieu de terrain | 17/10/1963        | 1999-2001  | 41 (41)           | 2    | 3      | 0      |
| Stijn Minne                    | Belgique           | Défenseur         | 29/06/1978        | 2012-2014  | 0 (0)             | 0    | 0      | 0      |
| Dalibor Mitrović               | Serbie             | Attaquant         | 4/11/1977         | 2000-2001  | 27 (27)           | 12   | 5      | 0      |
| Dejan Mitrović                 | Serbie             | Milieu de terrain | 10/02/1973        | 1998-2000  | 56 (56)           | 11   | 9      | 0      |
| Michael Modubi                 | Afrique du Sud     | Milieu de terrain | 22/04/1985        | 2003-2011  | 100 (100)         | 0    | 19     | 0      |
| Glen Molenberghs               | Belgique           | ?                 | 30/04/1983        | 2000-2003  | 0 (0)             | 0    | 0      | 0      |
| Jarno Molenberghs              | Belgique           | Milieu de terrain | 11/12/1989        | 2006-...   | 14 (14)           | 1    | 0      | 0      |
| Chris Mondelaers               | Belgique           | ?                 | 13/01/1969        | 1989-1991  | 0 (0)             | 0    | 0      | 0      |
| Tom Moons                      | Belgique           | ?                 | 24/04/1981        | 1999-2002  | 5 (5)             | 0    | 0      | 0      |
| Boy-Boy Mosia Simphiwe         | Afrique du Sud     | Milieu de terrain | 7/01/1985         | 2003-2007  | 17 (17)           | 0    | 2      | 0      |
| Adnan Mravac                   | Bosnie-Herzégovine | Défenseur         | 10/04/1982        | 2009-2011  | 45 (45)           | 2    | 6      | 1      |

## N
| Joueur                 | Nationalité    | Position          | Date de naissance | Période(s) | Matches (dont D1) | Buts | Jaunes | Rouges |
| ---------------------- | -------------- | ----------------- | ----------------- | ---------- | ----------------- | ---- | ------ | ------ |
| Toussaint Natama       | Burkina Faso   | Attaquant         | 31/10/1982        | 2001-2004  | 21 (21)           | 1    | 1      | 0      |
| Du Soleil Ndiwa-Andulu | Belgique       | ?                 | 10/10/1976        | 1994-1995  | 10 (0)            | 1    | 1      | 0      |
| Danny Neuskens         | Belgique       | ?                 | ?                 | 1979-1986  | 0 (0)             | 0    | 0      | 0      |
| Chris Neuts            | Belgique       | Gardien de but    | 14/05/1964        | 1990-1992  | 32 (0)            | 0    | 0      | 0      |
| Enzo Neve              | Belgique       | Milieu de terrain | 13/08/1987        | 2006-2008  | 0 (0)             | 0    | 0      | 0      |
| Evariste Ngolok        | Belgique       | Milieu de terrain | 15/11/1988        | 2010-2012  | 27 (27)           | 2    | 11     | 0      |
| Yvan Nicasi            | Belgique       | ?                 | 31/01/1970        | 1987-1988  | 0 (0)             | 0    | 0      | 0      |
| Bruno Nijs             | Belgique       | ?                 | 6/08/1967         | 1994-1996  | 29 (0)            | 2    | 0      | 0      |
| Eddy Nowicki           | Belgique       | ?                 | 7/10/1965         | 1992-1993  | 0 (0)             | 0    | 0      | 0      |
| Jeffrey Ntuka          | Afrique du Sud | Défenseur         | 10/05/1985        | 2003-2009  | 92 (92)           | 6    | 8      | 4      |
| Chidi Nwanu            | Nigeria        | Défenseur         | 1/01/1967         | 1989-1990  | 0 (0)             | 0    | 0      | 0      |

## O
| Joueur                         | Nationalité | Position          | Date de naissance | Période(s) | Matches (dont D1) | Buts | Jaunes | Rouges |
| ------------------------------ | ----------- | ----------------- | ----------------- | ---------- | ----------------- | ---- | ------ | ------ |
| Obiora Odita                   | Nigeria     | Attaquant         | 14/05/1983        | 2007-2010  | 37 (37)           | 5    | 2      | 0      |
| Patrick Ogunsoto               | Nigeria     | Attaquant         | 19/04/1983        | 2006-2008  | 44 (44)           | 20   | 2      | 0      |
| Sergei Omelianovitch           | Ukraine     | Milieu de terrain | 13/08/1977        | 2001-2002  | 13 (13)           | 0    | 4      | 0      |
| Francisco Pires Junior Orlando | Brésil      | ?                 | 17/02/1984        | 2006-2007  | 4 (4)             | 0    | 0      | 0      |
| John Owoeri                    | Nigeria     | Attaquant         | 13/01/1987        | 2005-2006  | 10 (10)           | 0    | 0      | 0      |
| William Owusu                  | Ghana       | Attaquant         | 13/09/1989        | 2011-2013  | 9 (9)             | 2    | 0      | 0      |

## P
| Joueur                    | Nationalité        | Position          | Date de naissance | Période(s)           | Matches (dont D1) | Buts | Jaunes | Rouges |
| ------------------------- | ------------------ | ----------------- | ----------------- | -------------------- | ----------------- | ---- | ------ | ------ |
| David Paas                | Belgique           | Attaquant         | 24/02/1971        | 2002-2005            | 77 (77)           | 18   | 14     | 1      |
| Laurens Paulussen         | Belgique           | Milieu de terrain | 19/07/1990        | 2012-2014            | 0 (0)             | 0    | 0      | 0      |
| Raf Pauwels               | Belgique           | ?                 | 14/06/1968        | 1996-1997            | 34 (0)            | 5    | 2      | 0      |
| Luc Peersman              | Belgique           | Défenseur         | 28/01/1969        | 1992-1997            | 106 (0)           | 1    | 15     | 0      |
| Alain Peetermans          | Belgique           | ?                 | 5/12/1967         | 1996-1997            | 13 (0)            | 0    | 3      | 1      |
| Guy Peeters               | Belgique           | ?                 | 7/12/1975         | 1992-1995            | 10 (0)            | 0    | 0      | 0      |
| Luc Peeters               | Belgique           | ?                 | 1/01/1967         | 1985-1988            | 0 (0)             | 0    | 0      | 0      |
| Paul Peeters              | Belgique           | ?                 | 22/05/1966        | 1984-1989, 1991-1997 | 156 (0)           | 0    | 3      | 0      |
| Vedran Pelic              | Bosnie-Herzégovine | Attaquant         | 1/10/1975         | 1998-2002            | 122 (107)         | 42   | 7      | 1      |
| Krist Porte               | Belgique           | ?                 | 7/09/1968         | 1997-2001            | 61 (61)           | 9    | 1      | 0      |
| Juan De Dios Prados López | Espagne            | Milieu de terrain | 12/08/1986        | 2011-2012            | 14 (14)           | 1    | 4      | 0      |

## Q
| Joueur               | Nationalité | Position  | Date de naissance | Période(s) | Matches (dont D1) | Buts | Jaunes | Rouges |
| -------------------- | ----------- | --------- | ----------------- | ---------- | ----------------- | ---- | ------ | ------ |
| Nelinho Minzum Quina | Pérou       | Défenseur | 11/05/1987        | 2009-2010  | 11 (11)           | 0    | 2      | 0      |

## R
| Joueur              | Nationalité | Position          | Date de naissance | Période(s)           | Matches (dont D1) | Buts | Jaunes | Rouges |
| ------------------- | ----------- | ----------------- | ----------------- | -------------------- | ----------------- | ---- | ------ | ------ |
| Wim Raeymaekers     | Belgique    | ?                 | 25/11/1955        | 1986-1989            | 0 (0)             | 0    | 0      | 0      |
| Patrick Raeymaekers | Belgique    | ?                 | 15/06/1962        | 1985-1986            | 0 (0)             | 0    | 0      | 0      |
| Denis Raggers       | Belgique    | Défenseur         | 4/02/1988         | 2005-2006            | 0 (0)             | 0    | 0      | 0      |
| Benny Rener         | Belgique    | ?                 | 3/01/1961         | 1986-1988            | 0 (0)             | 0    | 0      | 0      |
| Pascal Renier       | Belgique    | Défenseur         | 3/08/1971         | 2003-2004            | 19 (19)           | 0    | 0      | 0      |
| Jeffrey Rentmeister | Belgique    | Défenseur         | 11/07/1984        | 2013-2014            | 42 (2)            | 1    | 3      | 0      |
| Pascal Reyans       | Belgique    | ?                 | 26/03/1970        | 1997-1998            | 0 (0)             | 0    | 0      | 0      |
| Marc Reykers        | Belgique    | ?                 | 17/05/1963        | 1986-1990, 1991-1993 | 26 (0)            | 1    | 0      | 0      |
| Éric Reynders       | Belgique    | ?                 | 28/01/1965        | 1993-1994            | 24 (0)            | 3    | 4      | 0      |
| Aleksander Rodić    | Slovénie    | Attaquant         | 26/12/1979        | 2000-2001            | 7 (7)             | 0    | 2      | 1      |
| Stefan Roef         | Belgique    | ?                 | 27/02/1992        | 2011-2012            | 0 (0)             | 0    | 0      | 0      |
| Nicolas Rommens     | Belgique    | Milieu de terrain | 17/12/1994        | 2013-...             | 0 (0)             | 0    | 0      | 0      |
| Patrick Rondags     | Belgique    | Gardien de but    | 12/12/1964        | 1996-1999            | 89 (60)           | 0    | 1      | 1      |
| Rudy Royakkers      | Belgique    | ?                 | 25/02/1964        | 1991-1993            | 49 (0)            | 7    | 2      | 0      |
| Andrzej Rudy        | Pologne     | Milieu de terrain | 15/10/1965        | 2000-2001            | 1 (1)             | 0    | 0      | 0      |
| Jaime Alfonso Ruiz  | Colombie    | Attaquant         | 3/01/1984         | 2008-2011            | 37 (37)           | 17   | 3      | 0      |
| Jonathan Ruttens    | Belgique    | Gardien de but    | 24/08/1987        | 2003-2008            | 3 (3)             | 0    | 0      | 0      |

## S
| Joueur                | Nationalité        | Position          | Date de naissance | Période(s) | Matches (dont D1) | Buts | Jaunes | Rouges |
| --------------------- | ------------------ | ----------------- | ----------------- | ---------- | ----------------- | ---- | ------ | ------ |
| Asghar Sadri          | Belgique           | ?                 | 2/10/1957         | 1984-1989  | 0 (0)             | 0    | 0      | 0      |
| Emre Sahin            | Belgique           | ?                 | 5/01/1992         | 2009-2010  | 0 (0)             | 0    | 0      | 0      |
| Emmanuel Sarki        | Nigeria            | Milieu de terrain | 26/12/1987        | 2005-2010  | 72 (72)           | 1    | 4      | 0      |
| Emmanuel Sarpong      | Ghana              | ?                 | 5/11/1971         | 1995-1996  | 28 (0)            | 9    | 3      | 0      |
| Michal Scasny         | République tchèque | ?                 | 19/08/1978        | 2005-2007  | 17 (17)           | 0    | 1      | 0      |
| Marc Schaessens       | Belgique           | Milieu de terrain | 14/09/1968        | 1999-2002  | 88 (88)           | 9    | 27     | 1      |
| Wouter Scheelen       | Belgique           | Milieu de terrain | 16/10/1985        | 2006-2011  | 63 (63)           | 3    | 5      | 1      |
| Heinz Schönberger     | Allemagne          | Milieu de terrain | 30/12/1949        | 1985-1987  | 0 (0)             | 0    | 0      | 0      |
| Maurice Schopenhouwer | Belgique           | ?                 | 12/08/1970        | 1991-1992  | 28 (0)            | 18   | 3      | 0      |
| Olivier Schops        | Belgique           | ?                 | 4/02/1989         | 2006-2007  | 0 (0)             | 0    | 0      | 0      |
| Nils Schouterden      | Belgique           | Milieu de terrain | 14/12/1988        | 2014-...   | 0 (0)             | 0    | 0      | 0      |
| Kenneth Schuermans    | Belgique           | Défenseur         | 25/05/1991        | 2011-...   | 79 (30)           | 4    | 0      | 0      |
| Ludo Schulpe          | Belgique           | ?                 | ?                 | 1978-1985  | 0 (0)             | 0    | 0      | 0      |
| Stefan Scrayen        | Belgique           | ?                 | 23/07/1968        | 1987-1990  | 0 (0)             | 0    | 0      | 0      |
| Emil Separovic        | Belgique           | ?                 | 26/07/1969        | 1994-1995  | 13 (0)            | 0    | 1      | 0      |
| Ives Serneels         | Belgique           | Défenseur         | 16/10/1972        | 1999-2002  | 65 (65)           | 4    | 7      | 0      |
| Francis Severeyns     | Belgique           | Attaquant         | 8/01/1968         | 2001-2002  | 22 (22)           | 5    | 0      | 0      |
| Ibrahim Sidibe        | Sénégal            | Attaquant         | 10/08/1980        | 2011-2012  | 4 (4)             | 0    | 0      | 0      |
| Jurica Siljanoski     | Macédoine          | ?                 | 30/12/1973        | 1998-1999  | 7 (7)             | 1    | 0      | 0      |
| Luc Siongers          | Belgique           | ?                 | 19/06/1964        | 1988-1989  | 0 (0)             | 0    | 0      | 0      |
| Wim Smets             | Belgique           | ?                 | 22/12/1963        | 1991-1995  | 105 (0)           | 34   | 13     | 1      |
| Björn Smits           | Belgique           | Défenseur         | 28/07/1975        | 2001-2003  | 49 (49)           | 5    | 5      | 1      |
| Evander Sno           | Pays-Bas           | Milieu de terrain | 9/04/1987         | 2014-...   | 0 (0)             | 0    | 0      | 0      |
| Johan Sotil           | Pérou              | Attaquant         | 29/08/1982        | 2008-2010  | 7 (7)             | 1    | 2      | 0      |
| Frank Spoorenberg     | Belgique           | ?                 | 13/10/1964        | 1991-1994  | 78 (0)            | 9    | 8      | 0      |
| Karel Sterckx         | Belgique           | ?                 | 10/07/1924        | 1957-1964  | 0 (0)             | 0    | 0      | 0      |
| Luc Sterckx           | Belgique           | ?                 | 4/05/1962         | 1984-1986  | 0 (0)             | 0    | 0      | 0      |
| Jan Steurs            | Belgique           | ?                 | 9/09/1973         | 1990-1991  | 0 (0)             | 0    | 0      | 0      |
| Wim Steurs            | Belgique           | ?                 | 18/02/1970        | 1990-1991  | 0 (0)             | 0    | 0      | 0      |
| Zdenek Svoboda        | République tchèque | ?                 | 20/05/1972        | 2001-2005  | 22 (22)           | 1    | 1      | 0      |
| Jean-Pierre Swerts    | Belgique           | ?                 | 6/09/1967         | 1986-1989  | 0 (0)             | 0    | 0      | 0      |
| Dylan Swinnen         | Belgique           | ?                 | 17/03/1993        | 2011-2012  | 0 (0)             | 0    | 0      | 0      |
| Hans Swinnen          | Belgique           | ?                 | 7/04/1965         | 1987-1988  | 0 (0)             | 0    | 0      | 0      |

## T
| Joueur             | Nationalité | Position          | Date de naissance | Période(s) | Matches (dont D1) | Buts | Jaunes | Rouges |
| ------------------ | ----------- | ----------------- | ----------------- | ---------- | ----------------- | ---- | ------ | ------ |
| Patrick Taels      | Belgique    | ?                 | 29/03/1964        | 1988-1993  | 15 (0)            | 1    | 2      | 0      |
| Gunther Tas        | Belgique    | ?                 | 1/09/1971         | 1990-1991  | 25 (0)            | 1    | 1      | 0      |
| Benoit Thans       | Belgique    | Milieu de terrain | 20/08/1964        | 1997-2000  | 90 (90)           | 6    | 13     | 1      |
| Geert Thijs        | Belgique    | Milieu de terrain | 1/05/1971         | 1990-1998  | 179 (4)           | 11   | 37     | 0      |
| Dirk Thoelen       | Belgique    | Défenseur         | 15/05/1968        | 1997-2001  | 88 (88)           | 7    | 5      | 1      |
| Ode Thompson       | Nigeria     | Attaquant         | 8/11/1980         | 2001-2002  | 15 (15)           | 3    | 0      | 0      |
| Luc Thys           | Belgique    | ?                 | 28/03/1962        | 1985-1989  | 0 (0)             | 29   | 0      | 0      |
| Nicolas Timmermans | Belgique    | Défenseur         | 4/11/1982         | 2008-2009  | 1 (1)             | 0    | 0      | 0      |
| Ivo Toelen         | Belgique    | ?                 | 6/01/1957         | 1984-1990  | 0 (0)             | 0    | 0      | 0      |
| Bertin Tomou       | Cameroun    | Attaquant         | 8/08/1978         | 2008-2010  | 44 (44)           | 8    | 2      | 0      |
| Matthias Trenson   | Belgique    | Défenseur         | 3/10/1986         | 2012-2014  | 0 (0)             | 0    | 0      | 0      |
| Laurent Tubeeckx   | Belgique    | ?                 | 24/03/1960        | 1980-1981  | 0 (0)             | 0    | 0      | 0      |

## U
| Joueur      | Nationalité | Position  | Date de naissance | Période(s) | Matches (dont D1) | Buts | Jaunes | Rouges |
| ----------- | ----------- | --------- | ----------------- | ---------- | ----------------- | ---- | ------ | ------ |
| Peter Utaka | Nigeria     | Attaquant | 12/02/1984        | 2004-2007  | 73 (73)           | 12   | 1      | 0      |
| Paul Uzokwe | Belgique    | ?         | 2/06/1963         | 1989-1990  | 0 (0)             | 0    | 0      | 0      |

## V
| Joueur                | Nationalité    | Position          | Date de naissance | Période(s)           | Matches (dont D1) | Buts | Jaunes | Rouges |
| --------------------- | -------------- | ----------------- | ----------------- | -------------------- | ----------------- | ---- | ------ | ------ |
| Glenn Van Asten       | Belgique       | Milieu de terrain | 16/06/1987        | 2009-2011            | 12 (12)           | 1    | 0      | 0      |
| Nick Van Belle        | Belgique       | Attaquant         | 17/03/1993        | 2012-2013            | 0 (0)             | 0    | 0      | 0      |
| Chris Van Campenhout  | Belgique       | ?                 | 6/08/1964         | 1996-1997            | 3 (0)             | 0    | 0      | 0      |
| Mario Van Campfort    | Belgique       | ?                 | 27/02/1970        | 1989-1991            | 6 (0)             | 0    | 0      | 0      |
| Bert Van De Weyer     | Belgique       | ?                 | 30/01/1973        | 1990-1992            | 0 (0)             | 0    | 0      | 0      |
| Paul Van De Weyer     | Belgique       | ?                 | 27/09/1970        | 1991-1992            | 0 (0)             | 0    | 0      | 0      |
| Robby Van De Weyer    | Belgique       | ?                 | 30/06/1975        | 1992-1997            | 117 (0)           | 34   | 5      | 0      |
| Sammy Van Den Bossche | Belgique       | Attaquant         | 5/05/1977         | 2001-2003            | 51 (51)           | 4    | 2      | 0      |
| Bert Van Den Broeck   | Belgique       | ?                 | 8/01/1983         | 2000-2001            | 0 (0)             | 0    | 0      | 0      |
| Herman Van Den Broeck | Belgique       | ?                 | 6/10/1960         | 1984-1988            | 0 (0)             | 0    | 0      | 0      |
| Gianni Van Den Buijs  | Belgique       | Milieu de terrain | 10/03/1992        | 2011-2014            | 0 (0)             | 0    | 0      | 0      |
| Jan Van Den Bulck     | Belgique       | ?                 | 11/04/1973        | 1991-1992            | 0 (0)             | 0    | 0      | 0      |
| Bart Van den Eede     | Belgique       | Attaquant         | 3/11/1977         | 2006-2008            | 33 (33)           | 9    | 7      | 0      |
| Peter Van Dijck       | Belgique       | ?                 | 3/08/1971         | 1991-1992            | 1 (0)             | 0    | 0      | 0      |
| Eddy Van Gestel       | Belgique       | ?                 | 31/07/1961        | 1986-1989            | 0 (0)             | 10   | 0      | 0      |
| Rudi Van Gyes         | Belgique       | ?                 | 4/09/1965         | 1985-1986            | 0 (0)             | 0    | 0      | 0      |
| Danny Van Heel        | Belgique       | ?                 | 28/01/1958        | 1978-1986            | 0 (0)             | 0    | 0      | 0      |
| Elrio van Heerden     | Afrique du Sud | Milieu de terrain | 11/07/1983        | 2010-2011            | 20 (20)           | 0    | 1      | 0      |
| Kenny Van Hoevelen    | Belgique       | Défenseur         | 24/06/1983        | 1999-2003            | 6 (6)             | 0    | 0      | 0      |
| Joris Van Hout        | Belgique       | Attaquant         | 10/01/1977        | 2007-2012            | 81 (81)           | 3    | 8      | 0      |
| Tom Van Imschoot      | Belgique       | Milieu de terrain | 4/09/1981         | 2005-2009            | 109 (109)         | 4    | 17     | 0      |
| Nico Van Kerckhoven   | Belgique       | Défenseur         | 14/12/1970        | 2005-2010            | 138 (138)         | 1    | 26     | 1      |
| Koen Van Langendonck  | Belgique       | Gardien de but    | 4/07/1989         | 2013-...             | 0 (0)             | 0    | 0      | 0      |
| Marco Van Loon        | Belgique       | ?                 | 5/10/1966         | 1994-1997            | 76 (0)            | 27   | 3      | 0      |
| Ronny Van Rethy       | Belgique       | ?                 | 21/11/1961        | 1996-1997            | 32 (0)            | 0    | 2      | 1      |
| Frans van Rooij       | Pays-Bas       | Milieu de terrain | 3/07/1963         | 1995-1996            | 11 (0)            | 0    | 0      | 0      |
| Andy Van Swijgenhoven | Belgique       | ?                 | 17/10/1977        | 1997-1998            | 0 (0)             | 0    | 0      | 0      |
| Hans Van Thielen      | Belgique       | ?                 | 14/12/1962        | 1986-1987            | 0 (0)             | 0    | 0      | 0      |
| Flor Van Uytsel       | Belgique       | Milieu de terrain | 23/02/1950        | 1969-1972            | 0 (0)             | 0    | 0      | 0      |
| Thomas Vanaerschot    | Belgique       | ?                 | 13/01/1986        | 2004-2005            | 1 (1)             | 0    | 0      | 0      |
| Jochen Vanarwegen     | Belgique       | ?                 | 3/02/1986         | 2003-2007            | 42 (42)           | 0    | 0      | 0      |
| Günther Vanaudenaerde | Belgique       | Défenseur         | 23/01/1984        | 2007-2012            | 104 (104)         | 1    | 11     | 3      |
| Kevin Vandenbergh     | Belgique       | Attaquant         | 16/05/1983        | 1999-2002, 2012-...  | 43 (43)           | 14   | 2      | 0      |
| Steven Vandenbergh    | Belgique       | ?                 | 2/02/1987         | 2004-2006            | 1 (1)             | 0    | 0      | 0      |
| Dirk Vandenbroeck     | Belgique       | ?                 | 31/05/1961        | 1988-1992            | 7 (0)             | 0    | 1      | 0      |
| Kris Vandeperre       | Belgique       | ?                 | 1/07/1970         | 1987-1994            | 43 (0)            | 3    | 2      | 1      |
| Gert Vandermeulen     | Belgique       | ?                 | 2/01/1971         | 1995-1997            | 54 (0)            | 0    | 4      | 1      |
| Wouter Vandermieren   | Belgique       | ?                 | 27/12/1988        | 2007-2008            | 0 (0)             | 0    | 0      | 0      |
| Bram Vangeel          | Belgique       | ?                 | 21/07/1989        | 2005-2008            | 3 (3)             | 0    | 0      | 0      |
| Stijn Vangeffelen     | Belgique       | ?                 | 8/01/1983         | 2004-2005            | 7 (7)             | 0    | 0      | 0      |
| Mike Vanhamel         | Belgique       | Gardien de but    | 16/11/1989        | 2011-2012            | 5 (5)             | 0    | 0      | 0      |
| Guy Vanhorenbeek      | Belgique       | ?                 | 20/03/1958        | 1988-1989, 1990-1991 | 12 (0)            | 0    | 1      | 1      |
| Andre Vanlommel       | Belgique       | ?                 | 21/02/1946        | 1979-1981            | 0 (0)             | 0    | 0      | 0      |
| Jeroen Vanthournout   | Belgique       | Défenseur         | 29/06/1989        | 2010-2014            | 15 (15)           | 1    | 1      | 0      |
| Philippe Veltjen      | Belgique       | ?                 | 14/12/1969        | 1990-1991            | 29 (0)            | 0    | 1      | 1      |
| Glenn Verbauwhede     | Belgique       | Gardien de but    | 19/05/1985        | 2011-2012            | 9 (9)             | 0    | 1      | 1      |
| Dirk Verbraken        | Belgique       | ?                 | 25/11/1956        | 1985-1986            | 0 (0)             | 0    | 0      | 0      |
| Mario Verheyen        | Belgique       | Défenseur         | 17/12/1973        | 1997-2006            | 178 (178)         | 6    | 38     | 10     |
| Kurt Vermeulen        | Belgique       | ?                 | 16/04/1962        | 1984-1987            | 0 (0)             | 0    | 0      | 0      |
| Arno Vershueren       | Belgique       | Milieu de terrain | 8/04/1997         | 2014-...             | 0 (0)             | 0    | 0      | 0      |
| Stef Vervoort         | Belgique       | Milieu de terrain | 20/02/1995        | 2014-...             | 0 (0)             | 0    | 0      | 0      |
| Toon Vervoort         | Belgique       | ?                 | 17/06/1987        | 2005-2008            | 4 (4)             | 0    | 0      | 0      |
| Stijn Vlaminck        | Belgique       | Milieu de terrain | 9/03/1979         | 2002-2004            | 12 (12)           | 1    | 3      | 0      |
| Eddy Voordeckers      | Belgique       | Milieu de terrain | 4/02/1960         | 1990-1992            | 44 (0)            | 7    | 1      | 0      |
| Omer Vranckx          | Belgique       | ?                 | 10/04/1961        | 1984-1989            | 0 (0)             | 0    | 0      | 0      |

## W
| Joueur           | Nationalité | Position          | Date de naissance | Période(s) | Matches (dont D1) | Buts | Jaunes | Rouges |
| ---------------- | ----------- | ----------------- | ----------------- | ---------- | ----------------- | ---- | ------ | ------ |
| Marc Wagemakers  | Belgique    | Milieu de terrain | 7/06/1978         | 2001-2008  | 157 (157)         | 7    | 21     | 1      |
| Danny Weckhuysen | Belgique    | ?                 | 29/08/1971        | 1990-1993  | 24 (0)            | 0    | 1      | 0      |
| Dirk Wijnants    | Belgique    | ?                 | 20/03/1972        | 1990-1992  | 0 (0)             | 0    | 0      | 0      |
| Koen Wijns       | Belgique    | ?                 | 4/05/1964         | 1989-1990  | 0 (0)             | 0    | 0      | 0      |
| Koen Willems     | Belgique    | ?                 | 13/10/1967        | 1990-1991  | 0 (0)             | 0    | 0      | 0      |
| Leopold Willems  | Belgique    | ?                 | 20/11/1948        | 1975-1981  | 0 (0)             | 0    | 0      | 0      |
| Bart Willemsen   | Belgique    | ?                 | 13/10/1980        | 1998-2003  | 62 (62)           | 2    | 8      | 0      |
| Jonathan Wilmet  | Belgique    | Milieu de terrain | 7/01/1986         | 2012-2013  | 0 (0)             | 0    | 0      | 0      |
| Bart Wilmssen    | Belgique    | ?                 | 2/11/1971         | 1993-1998  | 128 (7)           | 8    | 13     | 0      |
| Johan Wils       | Belgique    | ?                 | 21/03/1967        | 1987-1988  | 0 (0)             | 0    | 0      | 0      |
| Stef Wils        | Belgique    | Milieu de terrain | 2/08/1982         | 2006-2012  | 81 (81)           | 7    | 12     | 2      |
| Mario Witvrouwen | Belgique    | ?                 | 16/01/1974        | 1990-1994  | 79 (0)            | 10   | 3      | 0      |

## Y
| Joueur                | Nationalité | Position  | Date de naissance | Période(s) | Matches (dont D1) | Buts | Jaunes | Rouges |
| --------------------- | ----------- | --------- | ----------------- | ---------- | ----------------- | ---- | ------ | ------ |
| Jeanvion Yulu-Matondo | Belgique    | Attaquant | 5/01/1986         | 2011-2012  | 15 (15)           | 0    | 1      | 0      |

## Z
| Joueur        | Nationalité        | Position          | Date de naissance | Période(s)           | Matches (dont D1) | Buts | Jaunes | Rouges |
| ------------- | ------------------ | ----------------- | ----------------- | -------------------- | ----------------- | ---- | ------ | ------ |
| Lukáš Zelenka | République tchèque | Milieu de terrain | 5/10/1979         | 1999-2001, 2008-2010 | 92 (92)           | 11   | 3      | 0      |

### Sources
- (nl) « Liste des joueurs du club », sur Belgian Soccer Database